# USL Championship 2019
La temporada 2019 de la USL Championship fue la 9.ª edición de la USL Championship. La temporada empezó el 9 de marzo de 2019, con la participación de 36 equipos y finalizó el 17 de noviembre de 2019 con la gran final. Esta fue  la primera temporada en la que la liga operó  bajo el nombre de "Campeonato de la USL", después de haber usado el nombre "United Soccer League" hasta 2018. Cada equipo jugó 34 partidos. 36 equipos compitieron en la temporada del Campeonato USL 2019, divididos en 2 conferencias de 18 equipos cada una. Louisville City FC ha sido dos veces campeón defensor de la Copa USL.

## Formato de la competencia
La temporada regular comenzó el 9 de marzo  y concluyó  el 20 de octubre. Los play-offs de la  Copa USL 2019 comenzó el 23 de octubre y concluyó con el partido final el 17 de noviembre.
Esta es la primera temporada en la que los equipos de la USL solo jugarán contra equipos dentro de su propia conferencia para los partidos  de la temporada regular y de playoffs hasta la final de la Copa USL.

## Equipos participantes
| Club                            | Ciudad                       | Estadio                           | Capacidad | Entrenador       |
| ------------------------------- | ---------------------------- | --------------------------------- | --------- | ---------------- |
| Atlanta United 2                | Kennesaw, Georgia            | Fifth Third Bank Stadium          | 8,318     | Stephen Glass    |
| Austin Bold FC                  | Austin, Texas                | Bold Stadium                      | 5,000     | Marcelo Serrano  |
| Bethlehem Steel FC              | Bethlehem, Pensilvania       | Talen Energy Stadium              | 16,000    | Brendan Burke    |
| Birmingham Legion FC            | Birmingham, Alabama          | BBVA Field                        | 5,000     | Tom Soehn        |
| Charleston Battery              | Charleston, Carolina del Sur | MUSC Health Stadium               | 5,100     | Mike Anhaeuser   |
| Charlotte Independence          | Matthews, Carolina del Norte | Sportsplex at Matthews            | 5,000     | Mike Jeffries    |
| Colorado Springs Switchbacks FC | Colorado Springs, Colorado   | Weidner Field                     | 5,000     | Wolde Harris     |
| El Paso Locomotive FC           | El Paso, Texas               | Southwest University Park         | 9,500     | Mark Lowry       |
| Fresno FC                       | Fresno, California           | Chukchansi Park                   | 12,500    | Adam Smith       |
| Hartford Athletic               | Hartford, Connecticut        | Dillon Stadium                    | 5,500     | Jimmy Nielsen    |
| Indy Eleven                     | Indianápolis, Indiana        | Lucas Oil Stadium                 | 62,421    | Martin Rennie    |
| LA Galaxy II                    | Carson, California           | Dignity Health Track Stadium      | 5,000     | Junior González  |
| Las Vegas Lights FC             | Las Vegas, Nevada            | Cashman Field                     | 9,334     | Eric Wynalda     |
| Loudoun United FC               | Leesburg, Virginia           | Segra Field                       | 5,000     | Ryan Martin      |
| Louisville City FC              | Louisville, Kentucky         | Louisville Slugger Field          | 8,000     | John Hackworth   |
| Memphis 901 FC                  | Memphis, Tennessee           | AutoZone Park                     | 10,000    | Tim Mulqueen     |
| Nashville SC                    | Nashville, Tennessee         | First Tennessee Park              | 10,000    | Gary Smith       |
| New Mexico United               | Albuquerque, Nuevo México    | Isotopes Park                     | 13,500    | Troy Lesesne     |
| New York Red Bulls II           | Montclair, Nueva Jersey      | MSU Soccer Park at Pittser Field  | 5,000     | John Wolyniec    |
| North Carolina FC               | Cary, Carolina del Norte     | WakeMed Soccer Park               | 10,000    | Dave Sarachan    |
| OKC Energy FC                   | Oklahoma City, Oklahoma      | Taft Stadium                      | 7,500     | Steve Cooke      |
| Orange County SC                | Irvine, California           | Champion Stadium                  | 5,000     | Braeden Cloutier |
| Ottawa Fury FC                  | Ottawa, Canadá               | TD Place                          | 24,000    | Nikola Popovic   |
| Phoenix Rising FC               | Tempe, Arizona               | Casino Arizona Field              | 6,200     | Rick Schantz     |
| Pittsburgh Riverhounds          | Pittsburgh, Pensilvania      | Highmark Stadium                  | 5,000     | Bob Lilley       |
| Portland Timbers 2              | Portland, Oregón             | Providence Park                   | 25,218    | Cameron Knowles  |
| Real Monarchs                   | Herriman, Utah               | Zions Bank Stadium                | 5,000     | Jámison Olave    |
| Reno 1868 FC                    | Reno, Nevada                 | Greater Nevada Field              | 9,013     | Ian Russell      |
| Rio Grande Valley FC Toros      | Edinburg, Texas              | H-E-B Park                        | 9,400     | Gerson Echeverry |
| Sacramento Republic FC          | Sacramento, California       | Papa Murphy's Park                | 11,569    | Simon Elliott    |
| Saint Louis FC                  | Fenton, Misuri               | World Wide Technology Soccer Park | 5,500     | Anthony Pulis    |
| San Antonio FC                  | San Antonio, Texas           | Toyota Field                      | 8,296     | Darren Powell    |
| Swope Park Rangers              | Kansas City, Kansas          | Children's Mercy Park             | 18,467    | Paulo Nagamura   |
| Tacoma Defiance                 | Tacoma, Washington           | Cheney Stadium                    | 6,500     | Chris Little     |
| Tampa Bay Rowdies               | San Petersburgo, Florida     | Al Lang Stadium                   | 7,227     | Neill Collins    |
| Tulsa Roughnecks FC             | Tulsa, Oklahoma              | ONEOK Field                       | 7,833     | Michael Nsien    |

## Clasificación

### Conferencia este
| Pos. | Equipo                 | PJ | PG | PE | PP | GF | GC | DG  | Pts. |                                    |
| ---- | ---------------------- | -- | -- | -- | -- | -- | -- | --- | ---- | ---------------------------------- |
| 1    | Pittsburgh Riverhounds | 34 | 19 | 11 | 4  | 58 | 30 | +28 | 68   | Clasificados a los Play-offs       |
| 2    | Nashville SC           | 34 | 20 | 7  | 7  | 59 | 26 | +33 | 67   | Clasificados a los Play-offs       |
| 3    | Indy Eleven            | 34 | 19 | 9  | 6  | 48 | 29 | +21 | 63   | Clasificados a los Play-offs       |
| 4    | Louisville City FC     | 34 | 17 | 9  | 8  | 58 | 41 | +17 | 60   | Clasificados a los Play-offs       |
| 5    | Tampa Bay Rowdies      | 34 | 16 | 10 | 8  | 61 | 33 | +28 | 58   | Clasificados a los Play-offs       |
| 6    | New York Red Bulls II  | 34 | 17 | 6  | 11 | 74 | 51 | +23 | 57   | Clasificados a los Play-offs       |
| 7    | North Carolina FC      | 34 | 16 | 8  | 10 | 57 | 37 | +20 | 56   | Clasificados a la Ronda preliminar |
| 8    | Ottawa Fury FC         | 34 | 14 | 10 | 10 | 50 | 43 | +7  | 52   | Clasificados a la Ronda preliminar |
| 9    | Charleston Battery     | 34 | 11 | 13 | 10 | 44 | 44 | 0   | 46   | Clasificados a la Ronda preliminar |
| 10   | Birmingham Legion FC   | 34 | 12 | 7  | 5  | 35 | 51 | -16 | 43   | Clasificados a la Ronda preliminar |
| 11   | Saint Louis FC         | 34 | 11 | 9  | 4  | 40 | 41 | -1  | 42   |                                    |
| 12   | Loudoun United FC      | 34 | 11 | 6  | 17 | 59 | 65 | -6  | 39   |                                    |
| 13   | Charlotte Independence | 34 | 9  | 11 | 14 | 42 | 53 | -9  | 38   |                                    |
| 14   | Atlanta United 2       | 34 | 9  | 8  | 17 | 45 | 55 | -10 | 35   |                                    |
| 15   | Memphis 901 FC         | 34 | 9  | 7  | 18 | 37 | 52 | -14 | 34   |                                    |
| 16   | Bethlehem Steel FC     | 34 | 8  | 7  | 19 | 49 | 78 | -29 | 31   |                                    |
| 17   | Hartford Athletic      | 34 | 8  | 5  | 21 | 49 | 80 | -31 | 29   |                                    |
| 18   | Swope Park Rangers     | 34 | 6  | 8  | 20 | 46 | 80 | -34 | 26   |                                    |

### Conferencia oeste
| Pos. | Equipo                       | PJ | PG | PE | PP | GF | GC | DG  | Pts. |                                    |
| ---- | ---------------------------- | -- | -- | -- | -- | -- | -- | --- | ---- | ---------------------------------- |
| 1    | Phoenix Rising FC            | 34 | 24 | 6  | 4  | 89 | 36 | +53 | 78   | Clasificados a los Play-offs       |
| 2    | Reno 1868 FC                 | 34 | 18 | 6  | 10 | 72 | 51 | +21 | 60   | Clasificados a los Play-offs       |
| 3    | Fresno FC                    | 34 | 16 | 9  | 9  | 58 | 44 | +14 | 57   | Clasificados a los Play-offs       |
| 4    | Real Monarchs (C)            | 34 | 16 | 8  | 10 | 71 | 53 | +18 | 56   | Clasificados a los Play-offs       |
| 5    | Orange County SC             | 34 | 15 | 9  | 10 | 54 | 43 | +11 | 54   | Clasificados a los Play-offs       |
| 6    | El Paso Locomotive FC        | 34 | 13 | 11 | 10 | 42 | 36 | +6  | 50   | Clasificados a los Play-offs       |
| 7    | Sacramento Republic FC       | 34 | 14 | 6  | 14 | 50 | 43 | +7  | 48   | Clasificados a la Ronda preliminar |
| 8    | Austin Bold FC               | 34 | 13 | 9  | 12 | 53 | 52 | +1  | 48   | Clasificados a la Ronda preliminar |
| 9    | LA Galaxy II                 | 34 | 12 | 12 | 10 | 59 | 62 | -3  | 48   | Clasificados a la Ronda preliminar |
| 10   | New Mexico United            | 34 | 11 | 13 | 10 | 59 | 57 | +2  | 46   | Clasificados a la Ronda preliminar |
| 11   | San Antonio FC               | 34 | 12 | 9  | 13 | 62 | 57 | +5  | 45   |                                    |
| 12   | RGV FC Toros                 | 34 | 11 | 8  | 15 | 50 | 58 | -8  | 41   |                                    |
| 13   | Las Vegas Lights FC          | 34 | 11 | 8  | 15 | 46 | 56 | -10 | 41   |                                    |
| 14   | Portland Timbers 2           | 34 | 10 | 8  | 16 | 65 | 71 | -6  | 38   |                                    |
| 15   | OKC Energy FC                | 34 | 9  | 11 | 14 | 45 | 58 | -13 | 38   |                                    |
| 16   | Tulsa Roughnecks FC          | 34 | 8  | 10 | 16 | 45 | 69 | -24 | 34   |                                    |
| 17   | Tacoma Defiance              | 34 | 8  | 7  | 19 | 42 | 82 | -40 | 31   |                                    |
| 18   | Colorado Springs Switchbacks | 34 | 7  | 6  | 21 | 31 | 65 | -34 | 27   |                                    |

## Fase final

### Conferencia este
- Ronda preliminar

| 23/10/2019 | North Carolina Football Club | 2-3                           | Birmingham Legion FC |
| 23/10/2019 | Ottawa Fury Football Club    | 1-1 (Tiempo Extra) (4-5 pen.) | Charleston Battery   |

- Cuartos de final

| 26/10/2019 | Pittsburgh Riverhounds | 7-0 | Birmingham Legion FC  |
| 26/10/2019 | Nashville Soccer Club  | 3-1 | Charleston Battery    |
| 26/10/2019 | Indy Eleven            | 1-0 | New York Red Bulls II |
| 26/10/2019 | Louisville City FC     | 2-1 | Tampa Bay Rowdies     |

- Semifinales

| 2/11/2019 | Pittsburgh Riverhounds | 1-2 (Tiempo Extra) | Louisville City FC |
| 2/11/2019 | Nashville Soccer Club  | 0-1                | Indy Eleven        |

- Final

| 9/11/2019 | Indy Eleven | 1-3 | Louisville City FC |

### Conferencia oeste
- Ronda preliminar

| 23/10/2019 | Sacramento Republic Football Club | 2-1 | New Mexico United |
| 23/10/2019 | Austin Bold FC                    | 2-0 | LA Galaxy II      |

- Cuartos de final

| 26/10/2019 | Phoenix Rising FC    | 0-0 | Austin Bold FC                    |
| 26/10/2019 | Reno 1868 FC         | 1-3 | Sacramento Republic Football Club |
| 26/10/2019 | Fresno Football Club | 2-3 | El Paso Locomotive FC             |
| 26/10/2019 | Real Monarchs        | 6-2 | Orange County SC                  |

- Semifinales

| 1/11/2019 | Phoenix Rising FC     | 1-2 | Real Monarchs                     |
| 2/11/2019 | El Paso Locomotive FC | 3-0 | Sacramento Republic Football Club |

- Final

| 9/11/2019 | Real Monarchs | 2-1 | El Paso Locomotive FC |

## Final del campeonato
- Final

| 17/11/2019 | Louisville City FC | 1-3 | Real Monarchs |

### Campeón
| USL Championship 2018   |
| ----------------------- |
| Bandera de Utah         |
| Real Monarchs 2º Título |

## Goleadores
| Pos. | Jugador             | País           | Club                  | Goles |
| ---- | ------------------- | -------------- | --------------------- | ----- |
| 1    | Solomon Asante      | Ghana          | Phoenix Rising FC     | 22    |
| 2    | Daniel Ríos         | México         | Nashville SC          | 20    |
| 3    | Sebastián Guenzatti | Uruguay        | Tampa Bay Rowdies     | 18    |
| 3    | Corey Hertzog       | Estados Unidos | Reno 1868 FC          | 18    |
| 5    | Adam Jahn           | Estados Unidos | Phoenix Rising FC     | 17    |
| 6    | Cameron Iwasa       | Estados Unidos | Sacramento Republic   | 16    |
| 6    | Douglas Martínez    | Honduras       | Real Monarchs         | 16    |
| 8    | Deshorn Brown       | Jamaica        | OKC Energy FC         | 15    |
| 8    | Junior Flemmings    | Jamaica        | Phoenix Rising FC     | 15    |
| 8    | Irvin Parra         | Estados Unidos | Las Vegas Lights FC   | 15    |
| 8    | Jared Stroud        | Estados Unidos | New York Red Bulls II | 15    |